# Tomás Cherizola
El general Tomás Cherizola fue un militar mexicano que participó en la Revolución mexicana. Nació en Villahermosa, Tabasco, en 1882. Realizó sus estudios como militar en el Colegio Militar de Chapultepec en la Ciudad de México. En agosto de 1914, con la caída de Victoriano Huerta, decide incorporarse a las fuerzas zapatistas donde llegó a tener el grado de general. En 1920 ingresó en el Ejército Nacional de acuerdo con la firma de los tratados del Plan de Agua Prieta, donde, al no poder dar mejores puestos a los mismos por la gran cantidad de generales que surgieron de la Revolución mexicana, desempeñó por un tiempo el cargo de instructor de una zona militar.